# Emil Margulies
Emil Margulies (1877 – 1943) byl sionistický aktivista, československý politik a předseda Židovské strany v letech 1931–1935.

## Biografie
Narodil se ve městě Sosnovec v tehdejším Ruském impériu (dnes Polsko). Pak přesídlil do Československa, kde se zapojil do činnosti sionistické organizace. Už ve 20. letech 20. století byl výrazným účastníkem debat ohledně budoucnosti Židovské strany. Po neúspěšných parlamentních volbách v roce 1925 totiž Židovská strana řešila varianty budoucí existence. Ludvík Singer doporučoval spojení s některou československou stranou, Margulies naopak dával přednost spolupráci s některou politickou stranu národnostních menšin. V parlamentních volbách v roce 1929 nakonec jeho koncepce zvítězila, když se Židovská strana spojila s politiky polské menšiny a získala dvě křesla v Národním shromáždění. Na přelomu 20. a 30. let 20. století zastával vedoucí posty v Politické říšské komisi, která propojovala sionistickou organizaci a Židovskou stranu. Profesí byl advokátem a bydlel v Litoměřicích.
V roce 1935 uzavřela Židovská strana koalici s Československou sociálně demokratickou stranou dělnickou a v následujících parlamentních volbách v roce 1935 skutečně společně se sociálními demokraty kandidovala do Národního shromáždění, díky čemuž získala dva poslanecké mandáty. Část Židovské strany ale s tímto řešením nesouhlasila a odešla. Mezi odpůrci fúze byl i Emil Margulies. Předsednictvo strany pak demisi přijalo a pověřilo vedením strany Ernsta Frischera. Marguliesův odchod souvisel i s jeho pravicovější orientací. V Československu se angažoval ve frakci Radikální sionisté, která při volbách na světový sionistický kongres roku 1935 obdržela 1208 hlasů. 3. sjezdu Židovské strany v Trenčianských Teplicích v červenci 1935 se už neúčastnil. Koncem 30. let se ale kvůli vnějšímu ohrožení státu zapojil opět naplno do stranické a sionistické politiky. V roce 1938 předložil Margulies memorandum Runcimanově misi, v němž poukazoval na nacistický teror v etnicky německých oblastech ČSR. Roku 1939 odešel do mandátní Palestiny a tím unikl zatčení. Otevřel si tam firmu na právní poradenství. Zemřel v Tel Avivu roku 1943.